# Гайдуков, Лев Михайлович
Лев Миха́йлович Гайдуко́в (14 января 1911, Плеханово, Российская империя — 20 февраля 1999) — советский партийный и военный организатор работ по ракетной и космической технике, генерал-лейтенант инженерно-технической службы (1961).

## Биография
Родился 14 января 1911 года на станции Плеханово Тульской губернии (ныне посёлок в городском округе города Тулы).
В мае 1928 г. окончил школу девятилетку, после чего работал кладовщиком артели «Тульский металлист». С сентября 1928 г. слесарь по ремонту трудколлектива № 2. С апреля 1930 г. слесарь по ремонту Первых оружейных заводов Государственного Всесоюзного орудийно-оружейно-пулеметного объединения «Оружобъединение» ВСНХ СССР. В 1930 году вступил в ВКП(б). С сентября 1930 г. по июль 1935 г. студент Тульского механического института. После окончания института работал инженером-технологом и директором курсов на московском заводе № 67 Наркомата тяжёлой промышленности СССР (производство авиабомб). В 1937—1938 годах заместитель начальника отдела кадров 4-го (производство взрывчатки, пиротехники, капсюлей, снаряжение боеприпасов), затем начальника отдела кадров 14-го (производство взрывателей и трубок) Главного управления Наркомата оборонной промышленности СССР. С 1938 года инструктор, заведующий отделом в Управлении кадров ЦК ВКП(б). В 1940 году окончил курсы высшего политсостава РККА.
С 8 сентября 1941 года на военной службе, в 1943—1949 был членом Военного совета гвардейских миномётных частей. 25 марта 1943 г. получил воинское звание «генерал-майор артиллерии».
8 июля 1945 года постановлением Государственного комитета обороны СССР № 9475сс командирован председателем комиссии по изучению трофейного немецкого ракетного оружия в которую вошли заместитель наркома боеприпасов П. Н. Горемыкин, директор НИИ-1 Наркомата авиапромышленности Я. Л. Бибиков, заместитель наркома электропромышленности И. Г. Зубович и генерал-майор инженерно-авиационной службы Г. А. Угер.

#### Работа по восстановлению немецких ракетных технологий
Правильно оценив значение еще зарождавшейся ракетной техники и уровень ее развития в Германии в ходе Второй Мировой войны, Гайдуков организовал в 1945—1946 годах работы, имевшие далеко идущие последствия для развития космонавтики и ракетных технологий в СССР.

Среди основных заслуг можно назвать:
- Привлечение для изучения ракетных технологий лучших советских специалистов, работавших в этой области, в том числе и находившихся ранее в заключении.
- Способствовал выделению ракетных исследований в особую тему и централизации ее под руководством, выходящим в высшие эшелоны власти (независимость от многочисленных наркоматов и министерств).
- Эффективная организация работ по изучению, быстрому восстановлению и дальнейшему развитию немецких технологий.

Изучив историю РНИИ, Гайдуков оценил прежнюю деятельность многих репрессированных в 1930-е годы специалистов, установил, где они находятся, и подготовил списки всех, кого счел необходимым привлечь для дальнейших работ в Германии. В течение августа и сентября 1945 года Гайдуков был принят Сталиным. Он доложил о ходе восстановления немецкой ракетной техники и просил Сталина разрешить откомандирование в Германию выбранных специалистов по ракетной технике, в числе которых было много будущих талантливых инженеров, конструкторов, ученых, в недалеком будущем — выдающихся организаторов советской ракетной и космической техники. В списке освобожденных по служебной записке Гайдукова были Королёв, Глушко, Севрук и многие другие.
Так сложилось, что в советской зоне оккупации Германии, объекты немецкой ракетной индустрии, разбросанные по обширной территории и состоящие из десятков заводов, научных и испытательных центров, после войны попали в руки различных ведомств, среди которых были ГАУ, НАП, НПСС, НССП и др. Таким образом возникла ситуация, при которой все ракетные технологии могли быть растащены по разрозненным ведомственным НИИ не профильного направления.
Дело осложнилось тем, что в конце 1945 года Народный комиссариат авиационной промышленности СССР отказался от работ в ракетной области, а авиаинженеры, находившиеся в Германии, получили приказ Шахурина немедленно сдать дела по ракетной тематике местной военной администрации и свернув работы возвращаться в Москву. Пользуясь властью члена аппарата ЦК, Гайдуков запретил инженерам выезд из Германии и даже добился решения о вывозе из Советского Союза в Германию их жен и детей. Одновременно, не дожидаясь решения в Москве, Гайдуков начал объединение разрозненных ракетных исследовательских групп, работающих в Германии, в один коллектив, которым стал объединенный институт «Нордхаузен» («группа Нордхаузен»). Таким образом инженеры, уже ушедшие с головой в проблемы, были сохранены и продолжали эффективно работать. Если бы не решительность Гайдукова, возможно, что многие фамилии, в том числе Королёв, Глушко, Пилюгин, Мишин, Черток, Воскресенский не попали в число пионеров советской космонавтики.
Докладывая Сталину, Гайдуков просил поручить кому-либо из министров оборонных отраслей промышленности ответственность за освоение, дальнейшую разработку и производство ракетной техники. Сталин поручил Гайдукову самому переговорить с министрами, а потом подготовить соответствующее постановление. Результатом стала докладная записка на имя Сталина от 17 апреля 1946 г., которую подписали Л. П. Берия, Г. М. Маленков, Н. А. Булганин, Б. Л. Ванников, Д. Ф. Устинов, Н. Д. Яковлев и последующее совещание у Сталина. В итоге заниматься ракетной техникой было поручено Министерству вооружения (Д. Ф. Устинов). В кооперации с головной организацией — Министерством вооружения, к работам по ракетной технике также привлекались министерства авиапромышленности, сельскохозяйственного машиностроения, электропромышленности и химической промышленности, в которых создавались соответствующие отделы.

#### Создание ракетного института «Нордхаузен»
Обстановка, в которой советские ученые начали изучать ракетные технологии Германии, сильно отличалась от того, что имели в конце войны США и Англия. С начала 1943 года, после того как крупнейший немецкий ракетный центр на острове Узедом был разбомблен английской авиацией, разработка и производство ракет стало перемещаться в центр Германии в район г. Нордхаузен (Тюрингия). Согласно межсоюзническим соглашениям от 1944 года, Тюрингия должна была войти в советскую зону оккупации, однако Нордхаузен был первоначально захвачен американцами и англичанами, почти все ведущие ученые, во главе с научным руководителем центра, профессором фон Брауном, собранные на заводе ракеты и документация к ним были вывезены в США, оборудование приведено в негодность. Уже осенью 1945 года англичане испытали Фау-2, совершив показательный пуск ракеты (операция «Клэттерхауз» — «Грохочущий дом») с полигона для испытаний морских орудий в районе г. Куксхафен.
В этих условиях было решено не торопиться с вывозом оставшегося оборудования и людей в СССР, а наоборот, направить в Германию советских инженеров и разворачивать работы на месте, хотя этот вариант встречал сопротивление как со стороны союзников, так и со стороны части советского руководства. В результате в Германии оказались почти все специалисты, связанные в СССР с ракетной техникой. При помощи них из немцев-ракетчиков заново создавались совместные исследовательские группы по разным направлениям, в которых собирались оставшиеся приборы и оборудование, восстанавливалась документация, продолжались прерванные исследовательские темы. Немцы, фактически продолжали работу в привычной обстановке, получали усиленный паек и прежнее денежное содержание, что было немаловажно в тяжелых условиях послевоенной Германии. Трудности, связанные с переездом и адаптацией в другой стране исключались.

Вскоре мы познакомились с приехавшим для инспекции генералом Львом Михайловичем Гайдуковым. Он был членом военного совета гвардейских минометных частей и одновременно заведующим отделом в ЦК. На нас он произвел впечатление человека энергичного, инициативного и, что нам понравилось, не скрывал, что будет всеми способами поддерживать расширение фронта наших работ в Германии вплоть до выпуска соответствующего постановления ЦК и правительства…
Гайдуков, вернувшись в Москву, развил исключительно активную деятельность. Первым результатом было прибытие группы, в состав которой вошли будущие главные конструкторы Михаил Сергеевич Рязанский, Виктор Иванович Кузнецов, Юрий Александрович Победоносцев,…— Черток Б. Е. Книга I. Ракетный институт в Тюрингии. Рождение института «Рабе» // [militera.lib.ru/explo/chertok_be/03.html Ракеты и люди]. — М.: Машиностроение, 1999. — Т. 1. — С. 122—123. — 416 с.
В 1946 году, по инициативе Льва Гайдукова, на оккупированной территории Германии из разрозненных исследовательских групп, на базе группы «Нордхаузен» был организован объединенный многопрофильный ракетный институт «Нордхаузен». Возглавил институт сам Гайдуков, но фактически руководил работой его заместитель и главный инженер — будущий руководитель советской космической программы Сергей Павлович Королёв. Первоначально в институт вошли пять технологических и конструкторских бюро в районе Нордхаузена, три завода по сборке ракет V-2 (Фау-2), институт систем управления «Рабе» (начальник — Черток Б. Е.), завод двигателей для Фау-2 «Монтания», стендовая база по испытаниям ракетных двигателей в Леестене, завод систем управления в Зондерхаузене, но масштаб работ стремительно расширялся. В период июнь-ноябрь 1946 года в «Нордхаузене» действовало 15 структурных подразделений, в институт широко привлекались ценные специалисты со всей Германии, в том числе и не ракетного профиля, количество немецкого персонала выросло с 1860 до 5870 человек (большинство — рабочие, служащие и мастера, инженеров и техников было 297—840 чел.). Советский персонал состоял, на 70 % и более, из инженеров и техников, достигнув к ноябрю 733 человек. В октябре 1946 г. 196 немецких специалистов с семьями были вывезены в Советский Союз для продолжения работы.
Деятельность института сопровождалась промышленным шпионажем между бывшими союзниками по антигитлеровской коалиции и нарастающем давлении с требованием свертывания деятельности. В конце 1946 года институт был закрыт. Однако, благодаря хорошей организации, было собрано несколько десятков ракет Фау-2 (A-4) (первые 7 ед. собраны в апреле 1946 года), была восстановлена и переведена на русский язык почти вся немецкая документация по ним, что способствовало дальнейшей интенсификации работ по советской ракетной технике.

#### Послевоенная деятельность
Вернувшись в Москву, Л. М. Гайдуков был назначен заместителем начальника Научно-исследовательского реактивного института ГАУ А. И. Нестеренко. Решением КПК при ЦК ВКП(б) 12 февраля 1947 г. объявлен строгий выговор с предупреждением «за использование служебного положения в личных целях».
С апреля 1947 года — начальник отдела испытаний реактивного вооружения Специального комитета № 2 (реактивная техника) при Совете Министров СССР. Перечислен в счет «1000» с оставлением в кадрах Советской армии. С сентября 1949 г. начальник отдела Министерства вооруженных сил СССР, помощник начальника 4-го Управления Военного министерства СССР. С сентября 1951 г. начальник отдела, помощник начальника Управления вооружения и боевой техники Генерального штаба СССР. С мая 1953 г. заместитель начальника, начальник 4-го Управления реактивного вооружения Министерства обороны СССР, заместитель командующего артиллерией. По данным Личного дела, «с декабря 1957 по апрель 1958 выполнял спецзадание в Китайской Народной Республике». С июля 1958 г. начальник 2-го Управления реактивного вооружения Министерства обороны СССР. В марте-декабре 1960 г. начальник 2-го Управления Главного Управления ракетного вооружения Министерства обороны СССР. С декабря 1960 г. главный инженер, заместитель начальника Главного Управления ракетного вооружения МО СССР. С 9 мая 1961 года генерал-лейтенант инженерно-технической службы. С января 1963 г. заместитель Главного инженера ракетных войск МО СССР. С 1965 г. начальник 7-го Управления 4-го НИИ МО СССР. С 1968 г. начальник 1-го Управления филиала 4-го НИИ МО СССР. С 1 июня 1971 — в запасе, работал в аппарате Министерства оборонной промышленности СССР. В 1985—1988 годах работал консультантом в НИИ теплотехники. С 1988 на пенсии в Москве. Умер 20 февраля 1999 года, похоронен на Ваганьковском кладбище.

## Воинские звания
Генерал-майор артиллерии — 25.03.1943;
Генерал-лейтенант инженерно-технической службы — 09.05.1961;

## Награды
Ордена Ленина (29.03.1944), Красного Знамени (17.11.1945), Суворова 2 степени (22.08.1944), Отечественной войны 1 степени (18.11.1944, 1985), Трудового Красного Знамени (04.12.1941, 1943, 1957), Красной Звезды (24.03.1942, 17.06.1961) и медали.

## Семья
Лев Михайлович Гайдуков был женат на прима-балерине Большого театра, народной артистке СССР Софье Головкиной.